# Zonosaurus madagascariensis
Zonosaurus madagascariensis es una especie de lagarto del género Zonosaurus, familia Gerrhosauridae. Fue descrita científicamente por Gray en 1831.
Habita en Madagascar y Seychelles.

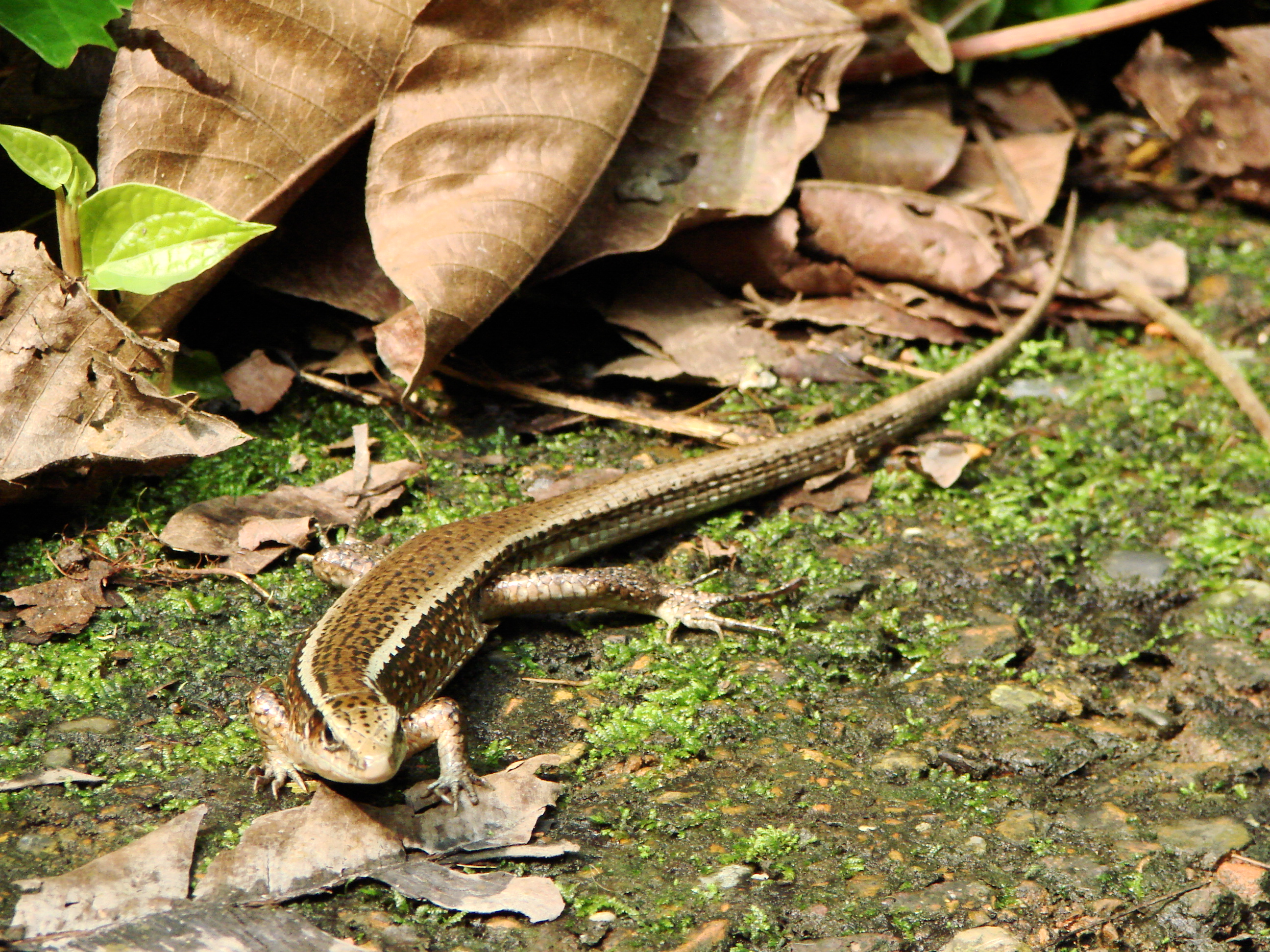
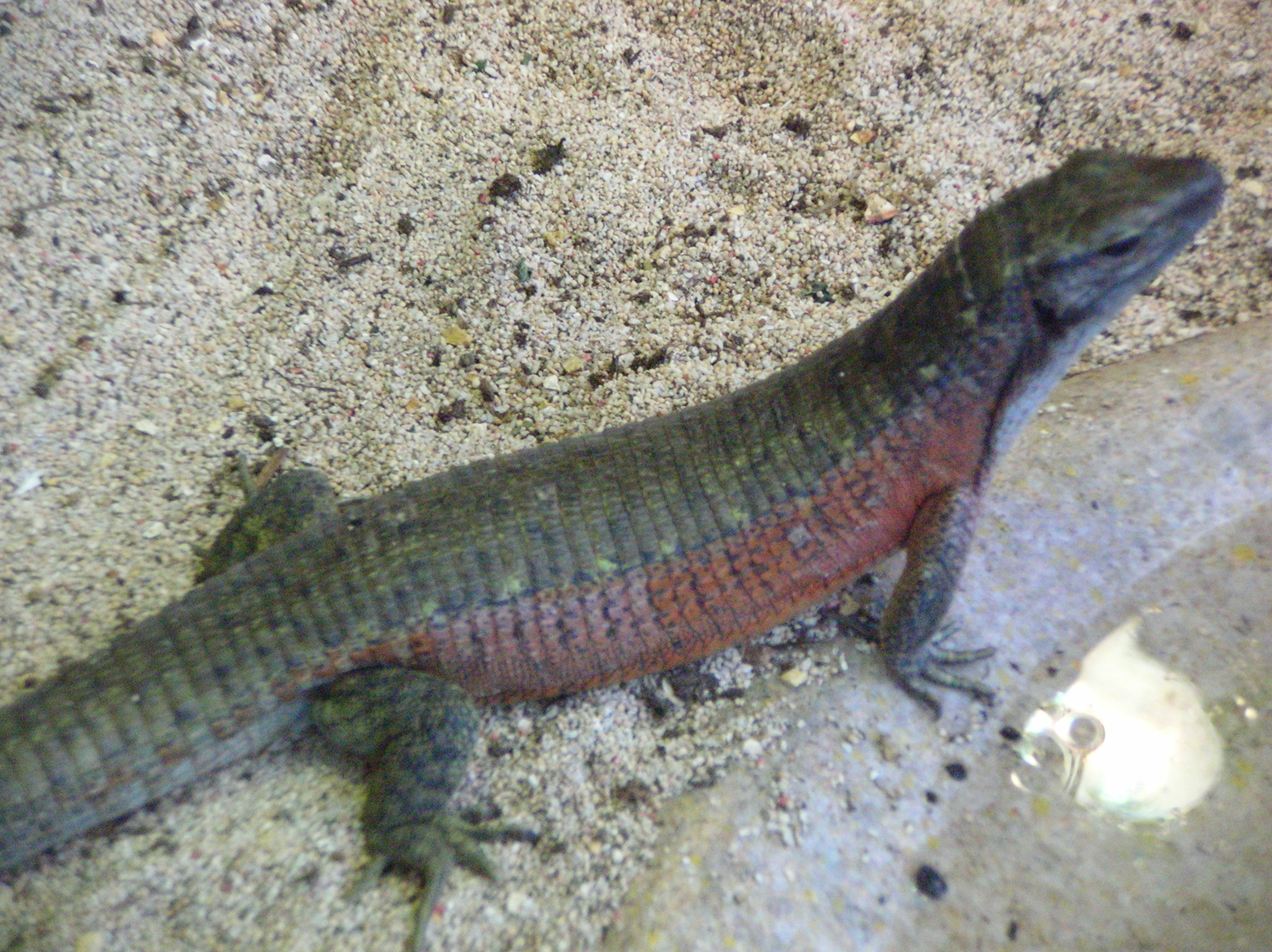
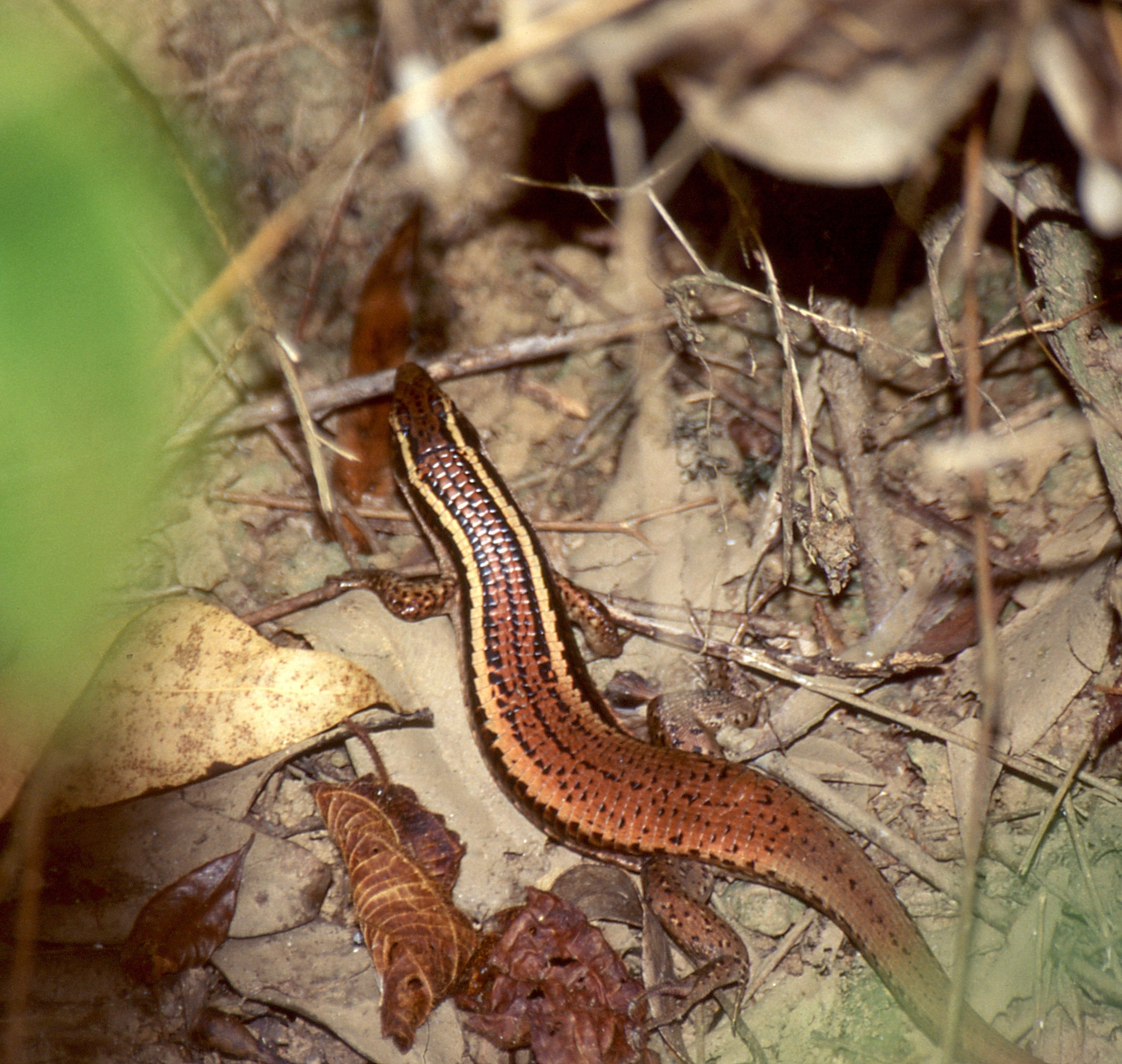